# 章予之
章予之，浙江山阴人，清朝政治人物。议叙出身。
嘉庆十八年（1813年），擔任清朝廣州府新安縣知縣。后由孫海觀接任。